# II. třída okresu Bruntál
II. třída okresu Bruntál (okresní přebor II. třídy) patří společně s ostatními druhými třídami mezi osmé nejvyšší fotbalové soutěže v Česku. Je řízena Okresním fotbalovým svazem Bruntál. 
Hraje se každý rok od léta do jara se zimní přestávkou. Účastní se ji 14 týmů z okresu Bruntál, každý s každým hraje jednou na domácím hřišti a jednou na hřišti soupeře. Celkem se tedy hraje 26 kol. Vítězem se stává tým s nejvyšším počtem bodů v tabulce a postupuje do I. B třídy Moravskoslezského kraje - skupiny D. Poslední tým sestupuje do III. třídy okresu Bruntál. Do II. třídy vždy postupuje vítěz III. třídy.

## Vítězové
| Ročník     | Vítězný tým                                                                                            |
| ---------- | --- |
| 1991/92    | TJ Slezské Rudoltice (vítěz sk. A) Fotbal Široká Niva (vítěz sk. B)                                    |
| 1992/93    | FK Slezan Osoblaha (vítěz sk. A) TJ Sokol Dolní Moravice (vítěz sk. B)                                 |
| 1993–2004  | ... |
| 2004/05    | TJ Světlá Hora                                                                                         |
| 2005/06    | TJ Družstevník Úvalno                                                                                  |
| 2006/07    | TJ Sokol Dolní Moravice                                                                                |
| 2007/08    | TJ Družstevník Úvalno                                                                                  |
| 2008/09    | TJ Světlá Hora                                                                                         |
| 2009/10    | TJ Horní Benešov                                                                                       |
| 2010/11    | FK Avízo Město Albrechtice                                                                             |
| 2011/12    | Olpa Jindřichov                                                                                        |
| 2012/13    | TJ Sokol Dolní Moravice                                                                                |
| 2013/14    | TJ Sokol Chomýž                                                                                        |
| 2014/15    | TJ Světlá Hora                                                                                         |
| 2015/16    | Sokol Karlovice                                                                                        |
| 2016/17    | FSK Staré Město u Bruntálu                                                                             |
| 2017/18    | SK Jiskra Rýmařov „B“                                                                                  |
| 2018/19    | TJ Světlá Hora                                                                                         |
| 2019/2020# | FK Krnov „B“                                                                                           |
| 2020/2021# | TJ Sokol Lichnov                                                                                       |
| 2021/2022  | TJ Sokol Stará Ves (do vyšší ligy postoupil tým TJ Sokol Lichnov)                                      |
| 2022/2023  | TJ Sokol Stará Ves                                                                                     |
| 2023/2024  | TJ Břidličná „B“ (do vyšší ligy postoupily týmy TJ Sokol Vrbno pod Pradědem a TJ Sokol Dolní Moravice) |
| 2024/2025  | TJ Slezské Rudoltice (do vyšší ligy postoupil tým FK Úvalno)                                           |
| 2025/2026  | |